# Ponte de Bir-Hakeim
A Ponte de Bir-Hakeim, antigamente Ponte de Passy, é uma ponte que cruza o Rio Sena em Paris, França, ligando o 15º e o 16º arrondissement de Paris, passando pela île aux Cygnes. Foi registrada como monumento histórico em 10 de Julho de 1986.
A ponte é feita em aço em forma de arco, medindo 237 metros de comprimento e 24,7 metros de largura e é a segunda a ser construída no local e sua construção aconteceu entre 1903 e 1905, substituindo a ponte anterior de 1878.
A ponte possui dois níveis, o nível inferior para automóveis e pedestres e o superior onde passa a linha 6 do Metropolitano de Paris. A linha férrea é suportada por colunatas de metal, com exceção sobre a île aux Cygnes, onde permanece um arco em alvenaria. Diversas placas comemorativas decoram a ponte, incluindo algumas dedicadas aos soldados que morreram na Bélgica durante a Segunda Guerra Mundial.
O arco central da ponte, ao nível da ilha é decorado com quatro estátuas de pedra em auto relevo: figuras da Ciência e Trabalho por Jules-Felix Coutan e Eletricidade e Comércio por Jean Antoine Injalbert.
Originalmente chamado de Viaduc de Passy, foi renomeada em 1948 para comemorar a Batalha de Bir Hakeim, entre as forças da França livre contra o Afrika Korps da Alemanha em 1942.
A ponte também é famosa por ter sido cenário de locações do filme Último Tango em Paris.

## História

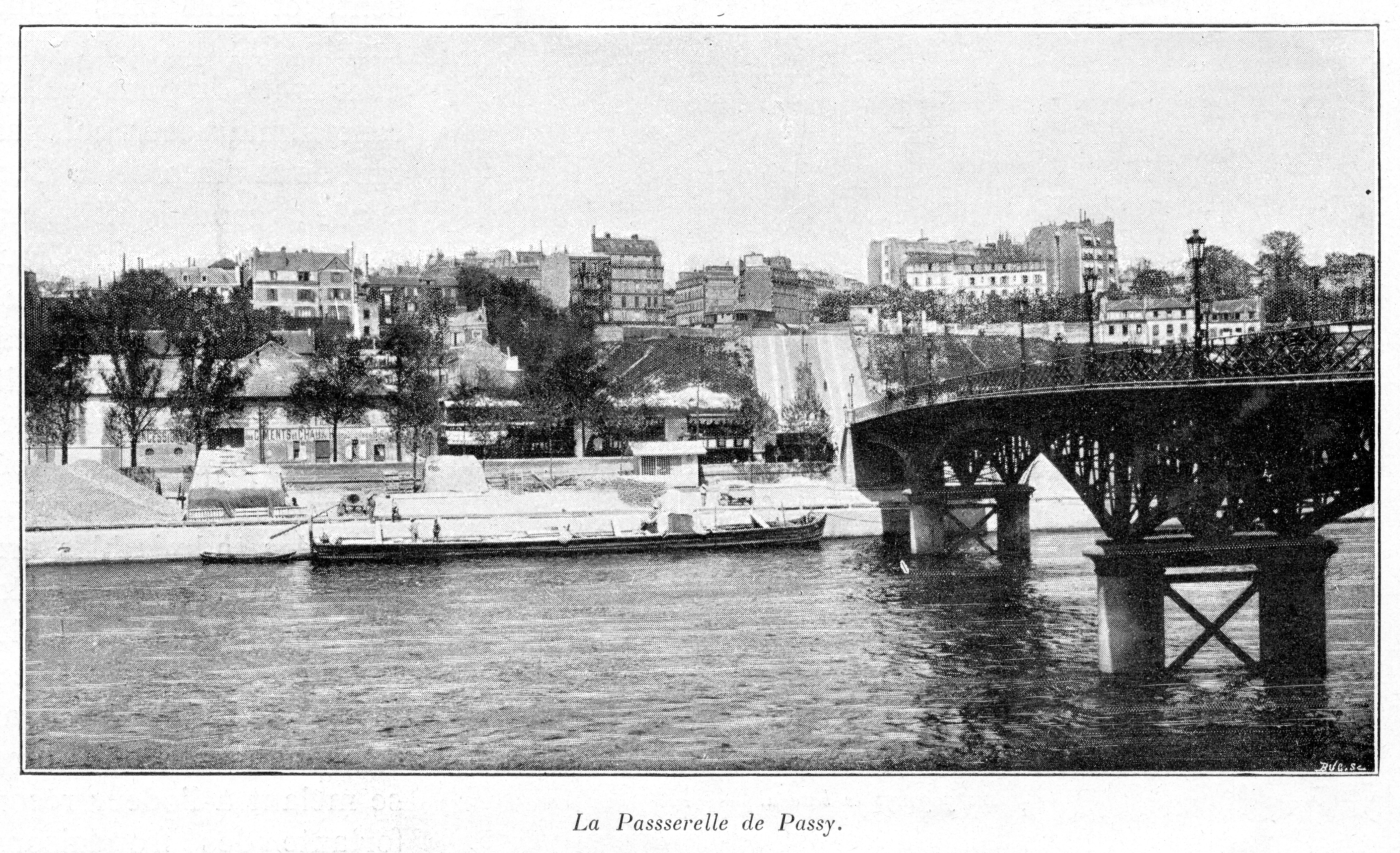
A Passerelle de Passy (fotografia de 1897)

A ponte foi construída em substituição à Passerelle de Passy (Passarela de Passy) que datava da Exposition Universelle de 1878. Um concurso para a estrutura metálica da nova ponte foi organizado entre 8 de novembro de 1902 e 14 de janeiro de 1903. O Passerelle foi movido rio abaixo por 30 metros antes da construção da ponte começar, a fim de proporcionar uma travessia do rio durante a construção da nova ponte. A mudança do Passerelle ocorreu em 20 e 21 de agosto de 1903; no dia 22, o Passerelle foi testado quanto à segurança e, no dia 23, foi reaberto à circulação.  O Passerelle só seria demolido após a conclusão da ponte em 1905. A construção da nova ponte foi feita sob a direção de Louis Biette, por Daydé e Pillé.

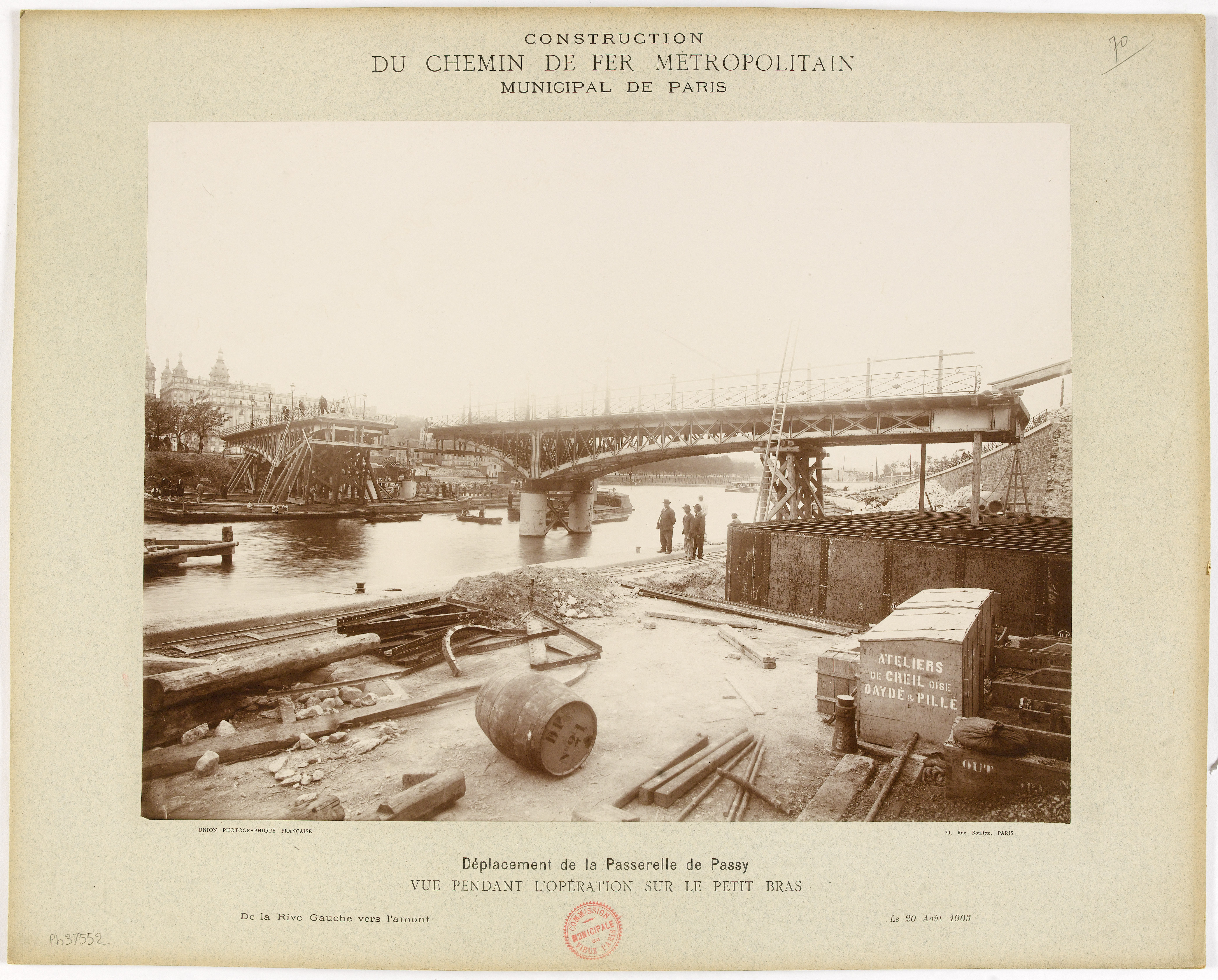
Mudança do Passerelle rio abaixo em 1903 antes da construção da nova ponte
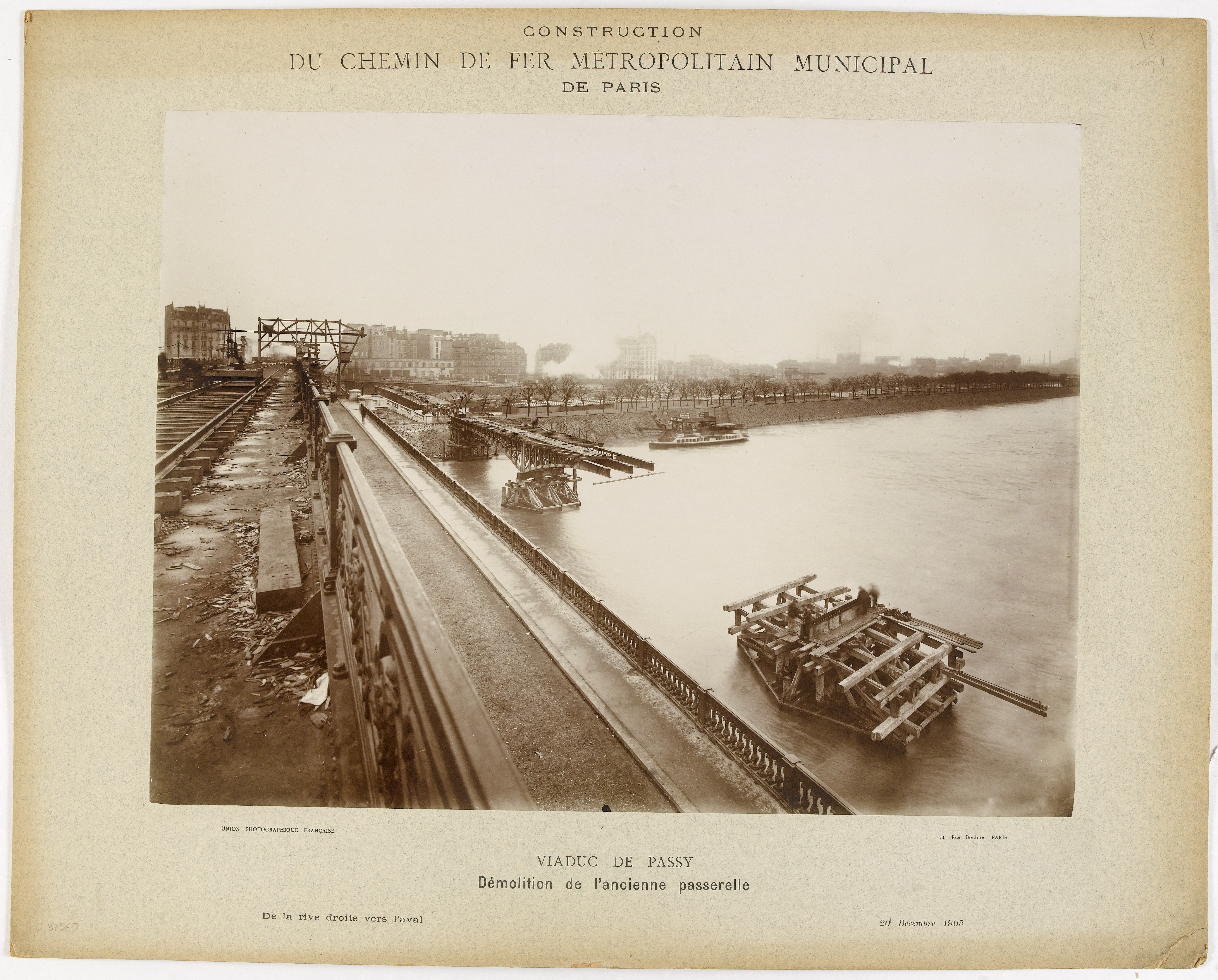
Demolição do Passerelle em 1905, visto do viaduto da nova ponte
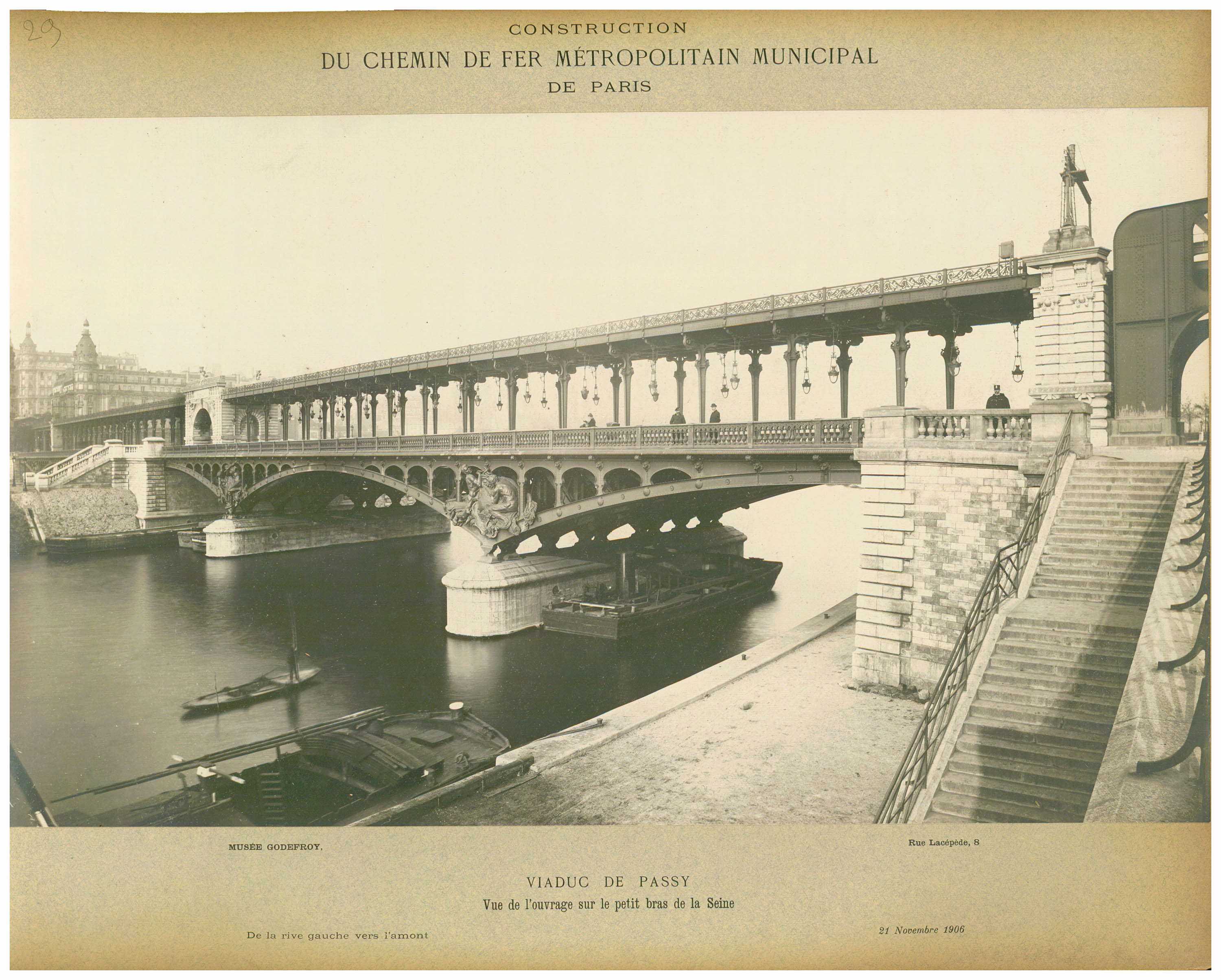
A nova ponte sobre o Petit Bras, fotografada em 1906
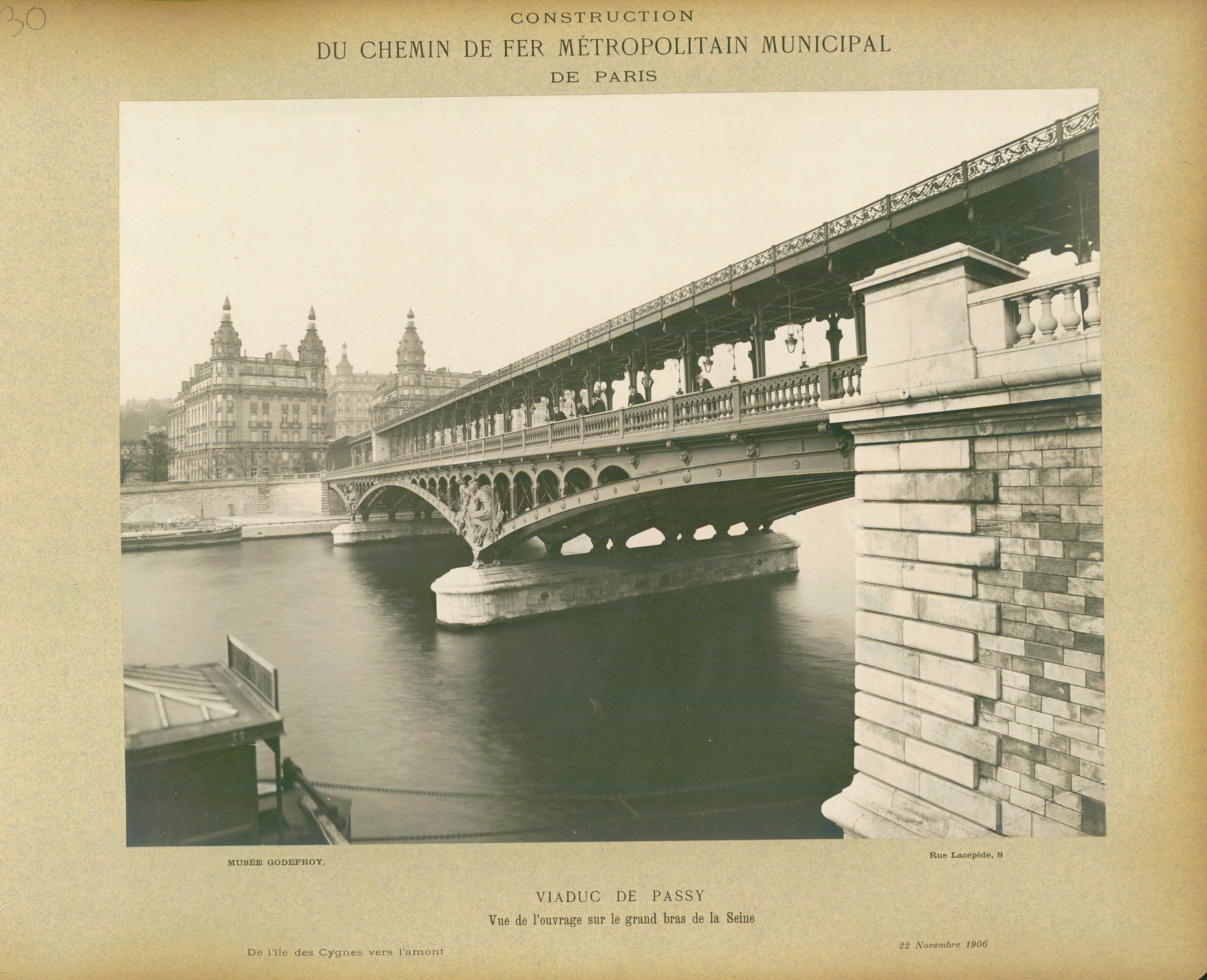
A nova ponte sobre o Grand Bras, fotografada em 1906

A ponte foi decorada por Jean-Camille Formigé, que também projetou o Viaduc d'Austerlitz, o Jardin des Serres d'Auteuil, bem como o parque abaixo do Sacré-Coeur.